# 金泉村
金泉村（かないずみむら）は、かつて新潟県佐渡郡に存在した村。

## 地理
- 島嶼:佐渡島

## 沿革
- 1889年（明治22年）4月1日 - 町村制施行に伴い、雑太郡達者村、下相川村、小川村、姫津村、北狄村が合併し、金泉村が成立。
- 1896年（明治29年）4月1日 - 郡の統合により佐渡郡に所属[1]。
- 1901年（明治34年）11月1日 - 大字下相川が分離され佐渡郡相川町、二見村の一部（大字鹿伏）と合併し相川町を新設。残りは佐渡郡北海村（一部）と合併し金泉村を新設。
- 1954年（昭和29年）3月31日 - 佐渡郡相川町、二見村と合併し、相川町を新設して消滅。